# Karl Kennepohl
Karl August Bonifatius Kennepohl (Osnabrück, 5 giugno 1895 – Osnabrück, 17 agosto 1958) è stato un numismatico e professore ginnasiale tedesco Dal '51 al '56 Kennepohl fu il primo presidente della Società Numismatica Tedesca. Nel 1955 vinse la Medaglia Justus Möser, insieme a Friedrich Vordemberge-Gildewar e Wilhelm Fredemann.

## Biografia

### Famiglia
Karl Kennepohl era figlio di Hermann Kennepohl (* settembre 1854 a Meppen), insegnante di geografia e storia al Gymnasium Carolinum di Osnabrück, e di sua moglie Theresia Schierhölter. Kennepohl aveva un figlio, Karl August (* 22 maggio 1922; † 1981), che dal 1978 fu il direttore dello stabilimento Kabelmetal di Osnabrück.

### Primi anni
Dal 1901 al 1905 Karl Kennepohl frequentò la scuola-cattedrale e poi il ginnasio Carolinum di Osnabrück, che terminò nel 1914. Allo scoppio della Prima Guerra Mondiale, si arruolò come volontario nel Reggimento di Fanteria n. 78 del "Herzog Friedrich Wilhelm von Braunschweig" (Frisone orientale), ma nell'autunno del 1914 fu congedato a causa di una malattia. Studiò quindi all'Università di Würzburg e, dall'autunno 1915, a Gottinga. Nel 1918 ottenne il dottorato all'Università di Münster con una dissertazione intitolata Die Stadt Osnabrück und Bischof Ernst August I. 1662-1698 (La città di Osnabrück e il vescovo Ernst August I. 1662-1698). Completò il suo percorso di formazione come consulente per le materie di tedesco, storia e geografia presso il Ratsgymnasium di Osnabrück. Dal 1925 al 1927 insegnò al Georgianum Lingen. Dopo un periodo al ginnasio di Papenburg, negli anni '30 tornò a Osnabrück e divenne insegnante al Carolinum, dove lavorò fino alla morte.
Karl Kennepohl era un appassionato numismatico. Donò un armadietto di monete alla città di Osnabrück, che fu ospitato nel municipio accanto alla Sala della Pace fino alla Seconda Guerra Mondiale. Nel 1938, scrisse l'opera principale sulla storia delle monete di Osnabrück, intitolata Die Münzen von Osnabrück (Le monete di Osnabrück). Nel corso della sua carriera, accumulò anche una collezione privata, che da lui prese il nome di Collezione Kennepohl. Essa conteneva quasi 5.000 pezzi unici con numerose specialità numismatiche dall'VIII al XIX secolo. Fu messa all'asta nel 2004 dalla casa d'aste Künker di Osnabrück.
In qualità di esperto riconosciuto di monete della Frisia orientale, nel 1952 Kennepohl fu incaricato dall'associazione comunale Ostfriesische Landschaft di Aurich di pubblicare un'opera complessiva sulle monete di tale regione. L'opera fu pubblicata postuma e incompleta da Bernd Kappelhoff nel 1982. Dal '51 al '56 Kennepohl fu il primo presidente della Società Numismatica Tedesca. Fu anche valutatore della Commissione Numismatica dei Länder della Repubblica Federale di Germania e membro della Commissione Storica della Bassa Sassonia e di Brema.

## Premi e riconoscimenti
- 3 gennaio 1955: Medaglia Justus Möser, insieme a Friedrich Vordemberge-Gildewar e Wilhelm Fredemann[1]

## Scritti (selezione
Sull'OPAC del catalogo bibliografico Regesta Imperii risulta la seguente selezione dei suoi scritti:
- Wiedenbrück oder Osnabrück? (Ein Beitrag zum Kontermarkwesen). In: Blätter für Münzfreunde. 55, 1920, Nr. 7/8 (Juli/August), S. 64–66.
- Die Stadt Osnabrück und Bischof Ernst August I. In: Mitteilungen des Vereins für Geschichte und Landeskunde von Osnabrück. Band 44, 1921, S. 155–219 (= Dissertation an der Universität Münster).
- Eine Schaumünze des Osnabrücker Bischofs Karl, Herzog von Lothringen, 1698–1715. In: Blätter für Münzfreunde. 1921, Nr. 7/8 (Juli/August), S. 169–170.
- Ein Fund Osnabrücker Kupfermünzen (Fund Badbergen). In: Blätter für Münzfreunde. 57, 1922, Nr. 2 (März/April), S. 233–236.
- Sterlingsgeld in Westfalen in der ersten Hälfte des 13. Jahrhunderts. In: Berliner Münzblätter. 54, 1925, Nr. 264 (Dezember), S. 150–154.
- Beiträge zur Geld- und Münzgeschichte des Bistums Osnabrück. Die Zeit der S. Colonia-Denare. In: Berliner Münzblätter. 55, 1925, Nr. 267 (März), S. 215–221.
- Zum Münzfund von Schwefingen bei Meppen. In: Osnabrücker Volkszeitung. 8. August 1925.
- Über Hammer Münzen. In: Die Heimat. Zeitschrift des Westfälischen Heimatbundes Nr. 7, Juli 1926.
- Die Münzen der Grafschaften Bentheim und Tecklenburg sowie der Herrschaft Rheda. Frankfurt a. M. 1927.
- Die Hammer Münzen. In: 700 Jahre Stadt Hamm. Westfälische Festschrift zur Erinnerung an das 700jährige Bestehen der Stadt. S. 241–266. Hamm 1927.
- Nachträge und Berichtigungen zu den Münzen der Grafschaften Bentheim und Tecklenburg, sowie der Herrschaft Rheda. Frankfurt a. M. 1927.
- Nachrichten zur Oldenburgischen Münzkunde. In: Blätter für Münzfreunde. 62, 1927, Nr. 2 (Mai), S. 69–74.
- Eine Falschmünzerwerkstatt im Sauerlande. In: Berliner Münzbiätter 47, 1927, Nr. 295/296 (Juli/August), S. 99–102.
- Münzgebrechen und Falschmünzerei im alten Osnabrück. In: Osnabrücker Zeitung. 9. August 1927.
- Die Nüllesche Sammlung Osnabrücker Münzen. In: Osnabrücker Volkszeitung. 8. November 1928.
- Der Beginn der neuzeitlichen Münzprägung der Stadt Dortmund. In: Mitteilungen für Münzsammler. 6, 1929, Nr. 71 (November), S. 368–369.
- Zur Geschichte der Groschenmünze in Westfalen. Die Münztagung zu Geseke 1657. In: Frankfurter Münzzeitung N.F. 1, 1930, Nr. 9 (September), S. 134–136, (Corrigendum: S. 171).
- Die Münzsammlung des Heimatmuseums mit besonderer Berücksichtigung der westfälischen Verhältnisse. In: Westfälische Museen. Nr. 8. Münster 1931.
- Osnabrücker Münzstempel. In: Frankfurter Münzzeitung N.F. 3, 1932, Nr. 33 (September), S. 488–492.
- Die Sterbemünzen des Herzogs Karl von Lothringen, Erzbischofs von Trier 1711–15, Bischofs von Osnabrück 1698–1715. In: Frankfurter Münzzeitung N.F. 4, 1933, Nr. 39 (März), S. 38–39.
- Der Ellerbecker Goldfund. In: Blätter für Münzfreunde. 68, 1933, Nr. 6 (Fortl. Nr. 640) (Juni), S. 657–660.
- Wiedenbrück [Probeartikel für das geplante „Handbuch der Münzkunde von Mittel- und Nordeuropa“]. In: Blätter für Münzfreunde. 68, 1933, Nr. 7/8 (Fortl. Nr. 640) (Juli/August), S. 697–698.
- Kreckelmann, nicht Krichmar. In: Frankfurter Münzzeitung N.F. 4, 1933, Nr. 47 (November), S. 160.
- Das Osnabrücker Münzwesen unter den Bischöfen Klemens August von Bayern (1728–61) und Friedrich von York (1764–1802). In: Deutsche Münzblätter. Nr. 376, April 1934.
- Mit dem Faltboot im Emsland. In: Neue Volksblätter. Osnabrück, 23. Mai 1934.
- Eine Falschmünzerwerkstatt im „ Hohlen Stein“. In: Zeitschrift: Aus der Vorzeit in Westfalen/Lippe und am Niederrhein. Münster 1934.
- Nachträge und Berichtigungen zu den Münzen der Grafschaften Bentheim und Tecklenburg, sowie der Herrschaft Rheda. Frankfurt a. M. 1927.
- Stammfolge der in den Grafschaften Bentheim und Tecklenburg regierenden Grafen ca. 1100–1806. Von Karl Döhmann. In: Deutsche Münzblätter. (Berlin) 56, 1936, Nr. 400 (April), S. 3–15.
- Neuharlingersiel, ein ostfriesisches Hafenidyll. In: Neue Volksblätter. Osnabrück, 3. Mai 1936.
- Weitere Osnabrücker Münzstempel. In: Deutsche Münzblätter. 56, 936, Nr. 404/405 (August/September), S. 142–143.
- Der Münzfund von Friesoythe. In: Oldenburger Jahrbuch des Vereins für Landesgeschichte und Altertumskunde. Band 41, 1937.
- Die Münzen von Osnabrück. Die Prägungen des Bistums und des Domkapitels Osnabrück, der Stadt Osnabrück, sowie des Kollegiatsstiftes und der Stadt Wiedenbrück. München 1938.
- (Hrsg.) Festschrift zur Feier des 25-jährigen Bestehen des Vereins der Münzforscher und Münzfreunde für Westfalen und Nachbargebiete. Münster 1938.
- Der westfälische Raum im Spiegel seiner mittelalterlichen Münzprägung. In: Der westfälische Erzieher. Folge 17, 1. Dezember 1938.
- Hörder und Unnaer Pfennige nach Dortmunder Währung aus dem Ende des 15. Jahrhunderts. In: Deutsche Münzblätter. 60, 1940, Nr. 447 (März), S. 36–37.
- Der Börsteler Münzfund. In: Blätter für Münzfreunde. 75, 1940, Nr. 7/8 (Juli/August), S. 69–85.
- Goldzahlungen in Westfalen im 11. bis 13. Jahrhundert. In: Hamburger Beiträge zur Numismatik. 1, 1949, Nr. 3, S. 15–20.
- Ein Fund aus dem Gebiete des Bourtanger Moores. In: Hamburger Beiträge zur Numismatik. 1, 1949, Nr. 3, S. 46–63.
- Die Erde gibt einen Schatz heraus. (Übersicht über den Fund von Lagerfeld) In: Neues Tagesblatt. Osnabrück, 12. Oktober 1950.
- Beiträge zum Geldumlauf in Ostfriesland von der Karolingerzeit bis zum Beginn des 15. Jahrhunderts. In: Hamburger Beiträge zur Numismatik. 1, 1950, Nr. 4, S. 5–25.
- Drei Unbekannte westfälische Mittelaltermünzen. In: Festschrift auf die 150. Wiederkehr des Geburtstages Hermann Grotes. Münster 1952.
- Ewald Stange. 75 Jahre alt. In: Festschrift auf die 150. Wiederkehr des Geburtstages Hermann Grotes. Münster 1952.
- Kulturgeschichte in Münzen. 1000 Jahre Wiedenbrück. In: Neue Tagespost. Osnabrück, 14. Juni 1952.
- Zur Kupferprägung der Stadt Coesfeld. In: Berliner Numismatische Zeitschrift. 2, 1953, Nr. 14/15, S. 49–50.
- Zum Geldwesen in Ostfriesland im Zeitalter des Siebenjährigen Krieges. In: Ostfriesland. Zeitschrift der ostfriesischen Landschaft und der Heimatvereine,.Heft 3, 1954, S. 1–3.
- Die Gnadenpfennige Franz Wilhelms von Wartenberg zur Eröffnung der Academia Carolina. In: Festschrift zur 1150. Jahrfeier des Gymnasiums Carolinum. Osnabrück 1954.
- Das Festabzeichen. Der Krönungsdenar. Festschrift zur 1150. Jahrfeier des Gymnasiums Carolinum. Osnabrück 1954.
- Von der Schola Carolina zum Gymnasium Carolinum. In: Osnabrücker Tagesblatt. 21. August 1954.
- Ein unbekannter Aachener Pfennig Kaiser Friedrichs I. In: Berliner Numismatische Zeitschrift. 2, 1954, Nr. 16, 84–86.
- Beiträge zur mittelalterlichen Münzkunde von Oldenburg und Jever. In: Hamburger Beiträge zur Numismatik. 2, 1954, Nr. 8, S. 333–336.
- Ein Klever Stal. In: Blätter für Münzfreunde. 1954, Nr. 3, fortl. Nr. 750 (März), S. 41–42.
- Der Emder Münzmeisterstein. In: Ostfriesland. Zeitschrift für Kultur, Wirtschaft und Verkehr. Heft 3, 1956 S. 1–5.
- Der Osnabrücker Raum im Spiegel seiner mittelalterlichen und neuzeitlichen Münzschatzfunde. In: Osnabrücker Mitteilungen- Band 67, 1956.
- Ein Huldigungs-Doppeltaler der Stadt Emden. In: Berliner Numismatische Zeitschrift. 2, 1956, Nr. 21, S. 197–201.
- Der Geldumlauf in der Grafschaft Bentheim seit der Karolingerzeit. In: Jahrbuch des Heimatvereins der Grafschaft Bentheim. 1958, S. 3–8.
- Der Ostfriesische Münzmeister Dietrich Iden. Ein Beitrag zur Geld- und Wirtschaftsgeschichte des 16. Jahrhunderts. In: Centennial Volume of the American Numismatic Society. New York 1958, S. 381–399.
- Osnabrück: Kleine Geld- und Münzgeschichte. Verkehrsverein Stadt und Land Osnabrück. Osnabrück 1958.
- Zur Osnabrücker Stadtgeographie. In: Geographische Rundschau. Nr. 5, Mai 1958.
- Die Stadt Osnabrück und das Bauerntum. In: Katalog der Landwirtschaftlichen Ausstellung in Osnabrück. 27 April-4. Mai 1958.
- Diepholzer Nikolaus–Swaren. In: Hamburger Beiträge zur Numismatik. 4, 1958/59, Nr. 12/13, S. 231–233.